# 엘리사 산토니
엘리사 산토니(Elisa Santoni, 1987년 12월 10일 ~ )는 이탈리아의 여자 리듬체조 선수이다. 2012년 런던 올림픽 단체종합 경기에서 동메달을 획득했다.

## 성적

### 올림픽
| 년도 | 대회일   | 장소          | 종목     | 결과         | 메달 |
| ---- | -------- | ------------- | -------- | ------------ | ---- |
| 2004 | 8월 28일 | 그리스 아테네 | 단체종합 | 2위 (49.450) |      |
| 2012 | 8월 12일 | 영국 런던     | 단체종합 | 3위 (55.450) |      |